# Psilocybe makarorae
Psilocybe makarorae es una especie de seta de psilocibina de la familia Hymenogastraceae. Descrita oficialmente como nueva para la ciencia en 1995, sólo se conoce en Nueva Zelanda, donde crece en madera podrida y ramitas de hayas meridionales. El cuerpo fructífero (seta) tiene un sombrero parduzco con márgenes de color más claro, que mide hasta 3,5 cm (1,4 pulgadas) de ancho. La forma del sombrero es cónica, acampanada, pero a medida que la seta crece se expande hasta hacerse convexa, y presenta un umbo prominente. Aunque el tallo blanquecino no forma un verdadero anillo, conserva restos del velo parcial que cubre y protege las láminas de los cuerpos fructíferos jóvenes. Los hongos P. makarorae pueden distinguirse de la especie norteamericana similar Psilocybe caerulipes por características microscópicas como la presencia de cistidios en las caras de las láminas (pleurocistidios), y queilocistidios (que se encuentran en los bordes de las láminas) con cuellos más alargados. Basándose en la reacción azulada a las heridas, se supone que P. makarorae contiene los compuestos psicodélicos psilocibina y psilocina.

## Taxonomía
La especie fue mencionada por primera vez en la literatura en 1981, cuando Pierre Margot y Roy Watling describieron un espécimen recolectado en 1969 por Grace Marie Taylor cerca del glaciar Franz Josef como una Psilocybe sin nombre con afinidades con la especie norteamericana Psilocybe caerulipes. Fue descrita oficialmente como nueva para la ciencia en 1995 por los micólogos Peter R. Johnston y Peter K. Buchanan.
El material tipo se recolectó en 1990, cerca del paso de Haast que cruza el río Makarora. El epíteto específico makarorae hace referencia a la localidad tipo. P. makarorae está clasificada en la sección Cyanescens de Gastón Guzmán y está estrechamente relacionada con Psilocybe subaeruginosa.

## Descripción
Al principio, el sombrero tiene forma cónica o acampanada, pero a medida que el hongo crece, se expande hasta volverse convexo con un umbo prominente, y alcanza un diámetro de 15-55 mm (0,6-2,2 pulgadas). La superficie del sombrero es de seca a ligeramente pegajosa. Su color es amarillo-marrón a naranja-marrón, a menudo más pálido hacia el margen, que presenta finas estrías correspondientes a las láminas de la cara inferior. La carne es blanca. Las láminas están unidas al tallo por un anexo y son de color marrón grisáceo pálido. El estipe blanquecino mide 30-60 milímetros de largo por 2-4 mm de ancho. Es cilíndrico, con una superficie de fibrillas sedosas prensadas. La base del tallo suele ser pardusca, con presencia de rizoides blancos. El velo de los cuerpos fructíferos jóvenes es cortinado, parecido al velo parcial en forma de telaraña que se encuentra en las especies de Cortinarius. A medida que el hongo crece, sus restos a menudo permanecen visibles en el tallo, pero nunca forma un anillo completo. Tanto el sombrero como el tallo se tiñen de azul verdoso cuando están dañados.
La huella de la espora es de color marrón violáceo oscuro. Las esporas suelen medir 7,5-9,5 por 5,5-6,5 por 4,5-5,5 μm, con una media de 8,7 por 6,0 por 5,3 μm. Su forma en vista frontal es ovada (en forma de huevo) a aproximadamente romboidal, mientras que vista lateralmente parece elíptica. La pared de la espora es marrón, lisa, de 0,8-1 μm de grosor y tiene un poro germinal. Los basidios (células portadoras de esporas) tienen cuatro esporas y forma de garrote, estrechándose ligeramente hacia la base; son pinzados y miden 25-31 por 7-8,5 μm.
Los queilocistidios (cistidios del borde laminar) tienen unas dimensiones de 18-26 por 6-9 μm, y una forma que va desde ventricosa-rostrada (ancha en el centro y que se estrecha hacia un cuello en forma de pico) a mucronada (que termina abruptamente en una punta corta y afilada). Son hialinos (translúcidos), de paredes finas y pinzados, con cuellos de 3-5 μm de longitud. Los pleurocistidios (cistidios de la cara laminar) tienen una forma similar a los queilocistidios, pero son más estrechos (4-8 μm de ancho) y suelen tener un cuello más corto de 2,5-4 μm. La cutícula del sombrero es una cutis (caracterizada por hifas que corren paralelas a la superficie del sombrero) de hifas gelatinizadas de 2-3 μm de diámetro y células largas. El hipodermo (la capa de tejido bajo la cutícula del sombrero) es filamentoso, compuesto por células de 4-6 μm de diámetro con paredes de color marrón pálido. Las abrazaderas son frecuentes. El subhimenio (la capa de tejido bajo el himenio) está poco desarrollado y contiene células de 2-4 μm de diámetro con paredes de color marrón pálido. El tejido que comprende el himenóforo está formado por células hialinas cilíndricas cortas de 3-6 μm de diámetro.
P. makarorae contiene los compuestos psicodélicos psilocibina y psilocina. Aunque no se conoce definitivamente su potencia, Stamets sugiere que, basándose en el grado de reacción azulada, son «probablemente moderadamente potentes».

### Especies similares
Psilocybe makarorae está emparentada con Psilocybe weraroa y Psilocybe subaeruginosa, aunque no tanto entre sí.

## Hábitat y distribución
Psilocybe makarorae sólo se conoce en Nueva Zelanda. Los lugares de recolección declarados han sido tanto las Islas del Norte como las del Sur, incluyendo Bay of Plenty, Westland District, Central Otago y Dunedin, Como todas las especies de Psilocybe, es sapróbica y se alimenta de materia orgánica en descomposición. Los cuerpos fructíferos crecen dispersos o en grupos en la madera caída y podrida de las hayas meridionales (género Nothofagus), y a menudo se encuentran cerca de lagos y zonas de picnic.